# Vpopmail
Vpopmail è un programma distribuito sotto la licenza GNU/GPL che permette di gestire facilmente i domini virtuali di posta elettronica sui mail server basati su qmail. Si interfaccia con molti RDBMS, come MySQL, PostgreSQL, Oracle.

## Caratteristiche
Vpopmail utilizza un sistema di archiviazione della posta elettronica chiamato Maildir, che non richiede file locking a livello applicativo per conservare l'integrità dei messaggi. Ogni messaggio viene scritto in un file separato, con nome univoco, all'interno della directory Maildir, nella home dell'utente.
La directory Maildir contiene a sua volta tre directory, new, cur e tmp, per catalogare i messaggi a seconda dello loro stato.
Vpopmail consente inoltre l'assegnazione di quote di spazio ai singoli utenti.

## Requisiti
Vpopmail può essere installato su tutte le piattaforme Unix-like con un server qmail (oppure Postfix) correttamente configurato.